# Farszid Talebi
Farszid Talebi (per. فرشید طالبی, ur. 24 sierpnia 1981 w Szirazie) – irański piłkarz występujący na pozycji obrońcy.

## Kariera piłkarska
Farszid Talebi jest wychowankiem klubu Fajr Sepasi. Od 2006 gra w zespole Zob Ahan Isfahan. W sezonie 2008/2009 jego drużyna zajęła pierwsze miejsce w lidze irańskiej, a także zdobyła Puchar Hazfi. W 2010 dotarł do finału Azjatyckiej Ligi Mistrzów. Grał też w takich klubach jak: Sepahan Isfahan i Teraktor Sazi Tebriz.
Farszid Talebi w 2009 zadebiutował w reprezentacji Iranu. W 2011 został powołany do kadry narodowej na Puchar Azji. Jego drużyna zajęła pierwsze miejsce w grupie i odpadła w ćwierćfinale z Koreą Południową.

### Sukcesy

#### Zob Ahan
- Zwycięstwo
  - Puchar Zatoki Perskiej: 2009
  - Puchar Hazfi: 2009
- Drugie miejsce
  - Azjatycka Liga Mistrzów: 2010